# Stíhání
Stíhání je nepravidelnost chodu koně, kdy zadní nohy zraňují přední. Většinou je způsobeno špatnou tělesnou stavbou nebo nesprávným podkováním. Přední nohy se musí chránit zvony, pomůže i speciální podkova stihavka.